# Landschaftsplanung
Landschaftsplanung ist die Anwendung eines Instruments, in dessen Mittelpunkt sich der Mensch und seine Bedürfnisse befinden und Vorschläge für eine nachhaltige Entwicklung von Natur und Landschaft gemacht werden. Sie befindet sich im Spannungsfeld zwischen Stadt- und Regionalplanung sowie ökologischen und ökonomischen Interessenlagen.
Landschaftsplanung ist vorsorgeorientiert und verfolgt einen ganzheitlichen, flächendeckenden Ansatz zum Schutz, zur Pflege, zur Entwicklung und soweit erforderlich zur Wiederherstellung von Naturraum und Kulturlandschaft. Sie bezieht sich nicht nur auf „Landschaft“ im umgangssprachlichen Sinne (freie Landschaft), sondern bindet auch Landschaftsteile wie Dörfer, Siedlungen, Städte, Verkehrswege und Industriegebiete in die Planungsarbeit mit ein. Angrenzende Fachgebiete sind u. a. Regionalgeografie und Regionalplanung.

## Geschichte

### Deutschland

#### Kaiserreich
Während der Industrialisierung von etwa 1850 bis 1890 konnte die Verwaltung dem immensen Städtewachstum nur wenige Steuerungsmechanismen einsetzen. Sie verfolgte vor allem das Ziel, hygienische Verhältnisse aufrechtzuerhalten oder zu verbessern. Dazu gehörte vor allem die Festlegung der Fluchtlinien der Gebäude, um die Lichtverhältnisse der und die Luftzirkulation in den Wohnvierteln positiv zu beeinflussen.

#### Weimarer Republik
In der Weimarer Republik zeigten sich bereits einige Fortschritte, wie z. B. durch die Gründung und Tätigkeit des Siedlungsverbands Ruhrkohlenbezirk im größten industriellen Ballungsgebiet Deutschlands. Das unkontrollierte Wachstum der Städte während der Industrialisierung hatte besonders in diesem Teil Deutschlands zu hohen Belastungen von Boden, Wasser und Luft geführt. Ein Ansatz zur Milderung dieser Probleme bestand in der Schaffung von so genannten „grünen Lungen“ als Erholungsflächen.

#### Nationalsozialismus
Im Nationalsozialismus erhielt die Landschaftsplanung einen ungeheuren Aufschwung. Es gelang einerseits führenden Landschaftsplanern Kontakt zu Wehrmacht und zur SS zu bekommen und ihnen ihr Fachwissen anzudienen. Die Eroberungen des nationalsozialistischen Regimes ermöglichten umfangreiche Planungen insbesondere in Osteuropa (Generalplan Ost).
Einen frühen Kontakt zum NS-Regime erreichte Alwin Seifert, der als Reichslandschaftsanwalt des Generalinspekteurs für das Deutsche Straßenwesen unter Fritz Todt die Aufgabe übernahm, die von den Nationalsozialisten erbauten Autobahnen in die Landschaft einzufügen. Autobahnen und Landschaft sollte ein „organisches Gefüge“ bilden.
Nach Beendigung des Baus des Westwalls um 1940 gelang es Seifert und seinen Landschaftsanwälten weitere militärische Aufgaben planerisch zu übernehmen. So z. B. die Tarnung des Atlantikwalles.
Weitere Landschaftsplaner waren zu diesem Zeitpunkt bereits in einem besonderen Stab bei dem Reichsführer SS Heinrich Himmler tätig. Sie arbeiteten für ihn als Reichskommissar zur Festigung des deutschen Volkstums. Dort wurde das Ziel verfolgt, die landschaftliche Gestaltung der nach 1939 eroberten Ostgebiete u. a. in Polen vorzubereiten, um deutschen Siedlern in diesem neuen „Lebensraum“ eine „ihrer deutschen Seele entsprechende Umgebung“ zu schaffen.
Diese Aufgabe übernahmen führende Naturschutzexperten, die die eroberten Gebieten pflanzensoziologisch kartierten, die Fauna erhoben, die dort anzutreffende Landschaftsbilder aus ihrer Sicht beurteilten und dokumentierten. Auch Naturschutzgebiete wurden bereits ausgewiesen.
Andererseits benötigte man konkrete Visionen einer „deutschen Landschaft“. Sie wurden z. B. von Heinrich Wiepking-Jürgensmann – Sonderbeauftragter des Reichsführers SS für Fragen der Landschaftsgestaltung – in dem genannten Planungsstab entwickelt. Seine grundsätzliche Perspektive formulierte er 1942 so: „Immer ist die Landschaft eine Gestalt, ein Ausdruck und eine Kennzeichnung des in ihr lebenden Volkes. Sie kann das edle Antlitz seines Geistes und seiner Seele ebenso wie auch die Fratze des Ungeistes, menschlicher und seelischer Verkommenheit sein. (…) So unterscheiden sich die Landschaften der Deutschen in allen ihren Wesensarten von denen der Polen und der Russen, – wie die Völker selbst (…). Die Morde und Grausamkeiten der ostischen Völker sind messerscharf eingefurcht in die Fratzen ihrer Herkommenslandschaften.“
Ein weiterer Akteur in den genannten Stab war der Jurist Erhard Mäding, der aus dem Sicherheitsdienst (SD) im Reichssicherheitshauptamt kam. Dabei entwickelte er in Zusammenarbeit mit seinen Kollegen konkrete Vorstellungen. So wurde z. B. detailgenau festgelegt, dass in Landstädten „ein ausreichend großer und räumlich gestalteter Bürgergarten mit Sitzplätzen…“ bestehen müsse, Wanderwege angelegt werden müssten oder dass Fernmeldeleitungen entlang von Schutzpflanzungen und Waldrändern laufen sollten. Bei der Anlage von Wäldern sollten einheimische Arten verwendet werden.
Ein Musterbeispiel für entsprechende Planungen sollte Auschwitz werden. Hier brachte sich H. Wiepking-Jürgensmann selbst ein und ließ seinen Mitarbeiter Max Fischer die Grüngestaltung erarbeiten. Ebenso war Landschaftsanwalt Werner Bauch (1902–1983) tätig. Er übernahm die Ausführung einer „Grünen Grenze“ zwischen dem KZ Auschwitz-Birkenau und der Stadt selbst wie auch die Schaffung eines Grüngürtels um die Krematorien I und II, um sie in die Landschaft einzufügen.
Mäding publizierte 1943 das Buch Landespflege (siehe auch Lemma Landespflege). Darin gab er einen Überblick über die bestehende Rechtslage im Deutschen Reich mit seinen Rechtsverordnungen. Ausführungsbestimmungen, Richtlinien, Vereinbarungen und Anweisungen. Nach wie vor galt grundlegend das Reichsnaturschutzgesetz von 1935. Das Baurecht hatte seiner Auffassung nach bereits einige Züge, die es erlaubten, Landschaft planvoll zu entwickeln. Gleiches galt für einzelne Vorschriften des Planungs- und Siedlungsrechtes, insbesondere in Bezug auf Flächenausweisungen. Weiterhin bezog er sich auf die Wassergesetze der Länder und Sondervorschriften im Reichsautobahngesetz. Allerdings beklagte er, dass die allgemeine Rechtslage in erster Linie Verhütung von negativen Eingriffen in die Landschaft ermöglichte, ein offensiv planerischer Gedanke aber nicht abgesichert sei. Und: „Ein großzügiger Grünaufbau der Landschaft ist zurzeit nur möglich auf eigenem Land der öffentlichen Hand oder … bei Wasserbauten, Umlegungen oder sonstigen Neuordnungen.“ Dementsprechend forderte er Verbesserungen u. a. durch die Aufstellung von Regionalplänen zur Landschaftsgestaltung, durch Generalreferate für Landespflege auf unterer und mittlerer Behördenebene, durch Verständnis von Landschaftsplanung als Querschnittsaufgabe und der Ausbildung von Fachkräften. Ziel dieser Aktivitäten und Maßnahmen war es, das Landschaftsbild als das Abbild einer „völkischen Weltanschauung“ zu gestalten. Aus diesen Ansätzen entstand später die Landschaftsplanung der Bundesrepublik Deutschland.
Umsetzung des Generalplan Ost: Der Planungsstab zog auch die Vertreibung der ansässigen Bevölkerung in Erwägung.
Diese Konzepte wurden teilweise realisiert, u. a. im Distrikt Lublin im Generalgouvernement Polen. Allein im Kreis Zamosc im Distrikt Lublin sollten 29.900 „volksdeutsche Umsiedler“ eine neue Heimat bekommen, wobei 1943 dies für 8500 Menschen realisiert worden war.

#### Bundesrepublik Deutschland
Wichtige Protagonisten des „Reichskommissariat zur Festigung des deutschen Volkstums“ konnten nach 1945 zentrale Positionen in der Hochschullehre zur Landschaftsplanung besetzen.
Konrad Meyer erlangte 1956 den Lehrstuhl für Landesplanung und Raumordnung an der Universität Hannover, einer führenden Institution für die Ausbildung der jüngeren Generationen von Landschaftsplanern. Er lehrte bis 1964.
Heinrich Wiepking-Jürgensmann vertrat von 1946 bis 1959 an der Technischen Hochschule Hannover als Professor die Bereiche Gartenbau und Landeskultur.

## Gesetzliche Grundlagen

### Deutschland
Die Landschaftsplanung hat in Deutschland die Aufgabe, die in den Naturschutzgesetzen des Bundes (Bundesnaturschutzgesetz BNatSchG) und der Länder (Landesnaturschutzgesetze) formulierten Ziele und Grundsätze von Naturschutz und Landschaftspflege für das jeweilige Land (Landschaftsprogramm) zu konkretisieren. Ebenso erfolgt dies für Regionen bzw. Landkreise (Landschaftsrahmenplan), für die jeweilige Gemeinde (Landschaftsplan) und in einigen Bundesländern auch für Teile von Gemeinden (Grünordnungsplan).
Die Aufgaben der Landschaftsplanung sind in § 13 des BNatSchG 2002 geregelt:

„(1) Landschaftsplanung hat die Aufgabe, die Erfordernisse und Maßnahmen des Naturschutzes und der Landschaftspflege für den jeweiligen Planungsraum darzustellen und zu begründen. Sie dient der Verwirklichung der Ziele und Grundsätze des Naturschutzes und der Landschaftspflege auch in den Planungen und Verwaltungsverfahren, deren Entscheidungen sich auf Natur und Landschaft im Planungsraum auswirken können.

(2) Die Länder erlassen Vorschriften über die Landschaftsplanung und das dabei anzuwendende Verfahren nach Maßgabe der §§ 13 bis 17.“

Das BNatSchG gibt den Rahmen vor für die Länder, die ebenso wie die anderen Belange des Naturschutzes auch die Landschaftsplanung in ihren Landesnaturschutzgesetzen regeln. Weitere Gesetze (z. B. das Baugesetzbuch BauGB) regeln ebenfalls bestimmte Aspekte der Landschaftsplanung.

### Österreich
In Österreich gibt es keine explizite rechtliche Absicherung der Landschaftsplanung. Die Belange der Landschaftsplanung gehören zum Aufgabenbereich der Länder, eine behördliche Zuweisung und eine finanzielle Absicherung ist nicht vorgegeben.
Im Wesentlichen wird der rechtliche Rahmen der Landschaftsplanung in fünf Gesetzestexten festgeschrieben. Dazu zählt zunächst das Umweltfassungsgesetz, in dessen ersten beiden Abschnitten (§§1 und 2) Aussagen bezüglich der Zuständigkeit und der Ziele gemacht werden. Weiterhin konkretisieren das Raumordnungsgesetz, Naturschutzgesetz sowie Nationalparkgesetz die gesetzlichen Grundlagen der Landschaftsplanung.
Über den Landesgesetzen stehen das Gesetz über die Umweltverträglichkeitsprüfung, welches vom Bund ausgearbeitet wird, sowie von der Europäischen Union ausgearbeitete Richtlinien.

### Schweiz
Die Landschaftsplanung ist in der Schweiz Aufgabe der Kantone und wird im Abschnitt vier (Umwelt- und Raumplanung) der Bundesverfassung beschrieben. Der Bund schafft in diesem Fall die Rahmenbedingungen, alle weiteren Aktionen gehen von den Kantonen aus. Der Natur- und Umweltschutz in der Schweiz an sich ist Sache des Bundes, die Umsetzung beruht auf einer so genannten Vollzugspflicht der Kantone.
Ähnlich wie in Österreich und Deutschland gibt es auch in der Schweiz eine Umweltverträglichkeitsprüfung (kurz UVP) sowie entsprechende Regelungen dazu (z. B. die Verordnung über die Umweltverträglichkeitsprüfung).

## Aufgaben und Inhalte der Landschaftsplanung
Der gesetzlich formulierte Auftrag der Landschaftsplanung ist die Vertretung der Belange von Natur und Landschaft. Die Aufgabe dieser ökologisch-gestalterischen Planungsdisziplin ist im Wesentlichen, Ziele und Maßnahmen des Naturschutzes und der Erholungsvorsorge in einem Gebiet flächendeckend zu erarbeiten und in Text und Karten darzustellen.
Landschaftsplanung soll dazu beitragen, die Leistungsfähigkeit des Naturhaushaltes, als Lebensgrundlage des Menschen, zu erhalten bzw. (im Schadensfall) wiederherzustellen und langfristig zu sichern. Dabei sollen sich die Teilräume eines Gebietes auch wirtschaftlich entwickeln können. Der Landschaftsplanung kommt dadurch, neben ihrer ursprünglichen Funktion des Naturschutzes, immer mehr die Rolle zu, diese wirtschaftliche Entwicklung möglichst ökologisch verträglich mitzugestalten.
Um die Komplexität des Naturhaushaltes in Analyse und darauf aufbauender Planung hinreichend zu erfassen, werden die unterschiedlichen Umweltmedien in folgende Schutzgüter differenziert:
- Boden
- Wasser
- Luft, Lärm und (örtliches) Klima
- Flora, Fauna und Biotope
- Landschaftsbild und Erholung im Freien.

### Mitwirkung bei der Bauleitplanung
Gegenüber (bzw. innerhalb) anderer Gesamtplanungen, wie z. B. der Bauleitplanung, muss die Landschaftsplanung „auch“ Schaden vom Naturhaushalt („Eingriffe“) mit Hilfe der Eingriffsregelung abwenden. Die Eingriffsregelung hat zum Ziel, „unvermeidbare Beeinträchtigungen vorrangig auszugleichen oder zu kompensieren“ (BNatSchG). Die wichtigsten rechtlichen Grundlagen der Landschaftsplanung sind in Deutschland das Bundesnaturschutzgesetz, die Naturschutzgesetze der Länder und das Baugesetzbuch (BauGB).
Die Landschaftsplanung ist Teil der in Deutschland angestrebten integrativen räumlichen (auf ein Gebiet bezogene) Planung. Diese räumliche Planung soll eine geordnete Entwicklung eines Gebietes sicherstellen. In allen Teilräumen eines beplanten Gebietes sollen die Lebensbedingungen der Menschen, die natürlichen Lebensgrundlagen und die wirtschaftlichen, infrastrukturellen Bedingungen gleichwertig sein.

### Instrumente der Landschaftsplanung
Die behördliche Landschaftsplanung wird in den einzelnen Ländern der Bundesrepublik und Österreichs sowie in den Kantonen der Schweiz aufgrund von Landesgesetzen unterschiedlich gehandhabt. Auf diesen länderspezifischen rechtlichen Grundlagen wird sie von unterschiedlichen staatlichen Institutionen betrieben (rechtlich umgesetzt). Dementsprechend können Aufgaben, Maßstäbe und die jeweilige Aussagetiefe der Planwerke variieren. Grundsätzlich ist die Landschaftsplanung aber immer in die Planung anderer Planungsebenen und Planungskategorien eingebunden (z. B. die der Raumordnungspläne, Gebietsentwicklungspläne oder Flächennutzungspläne der unterschiedlichen Planungsträger).
In Nordrhein-Westfalen beispielsweise ist die Landschaftsplanung eine Aufgabe der kreisfreien Städte und (Land-)Kreise. Ein nordrhein-westfälischer Landschaftsplan mündet immer in eine städtische bzw. in eine Kreissatzung, d. h. der Plan wird vom Rat der jeweiligen kreisfreien Stadt bzw. dem jeweiligen Kreistag beschlossen. In verschiedenen anderen Bundesländern hat aber z. B. ein Landschaftsplan nur empfehlenden Charakter und ist somit rechtlich nicht bindend gegenüber jedermann. Er ist lediglich behördenverbindlich; das bedeutet, die Inhalte des Planwerks sind von allen öffentlichen Planungsträgern zu beachten.
In der Bundesrepublik Deutschland findet Landschaftsplanung auf mehreren Ebenen statt, wobei sie teilweise als Fachplanung der Regionalplanung gegenübergestellt ist, sich aber auch auf einzelne Schutzgebiete beziehen kann. Für bestimmte Planungen, die einen Eingriff in Natur und Landschaft verursachen wie der Bau von Verkehrswegen, zur Rohstoffgewinnung (Steinbrüche, Kiesgruben), die Errichtung von Windkraftanlagen, Freizeit- und Tourismuseinrichtungen und andere sind ökologische Begleitplanungen (meist in Form von landschaftspflegerischen Begleitplänen) erforderlich.
| Planungsebene/ -träger                                                                                     | Raumordnung                | Landschaftsplanung                   | üblicher Maßstab    |
| --- | -------------------------- | ------------------------------------ | ------------------- |
| Bundesland                                                                                                 | Landesentwicklungsprogramm | Landschaftsprogramm                  | 1:200.000–1:100.000 |
| Regierungsbezirk/Regionalverband                                                                           | Regionalplan               | Landschaftsrahmenplan                | 1:50.000–1:25.000   |
| Gemeinde bzw. Planungsverband; in Nordrhein-Westfalen: Landkreise, kreisfreie Städte oder Planungsverbände | Flächennutzungsplan        | Landschaftsplan                      | 1:10.000–1:15.000   |
| Gemeinde                                                                                                   | Bebauungsplan              | Grünordnungsplan                     | 1:2.500–1:000       |
| für Schutzgebiete                                                                                          | -                          | Pflege- und Entwicklungsplan         | 1:10.000–1:500      |
| Eingriffs-Vorhaben                                                                                         | -                          | landschaftspflegerischer Begleitplan | 1:5.000–1:500       |

## Studium
Um als Landschaftsplaner zu arbeiten, ist ein Studium an einer Universität oder einer Fachhochschule erforderlich. Das Studium der Landschaftsplanung unterscheidet sich stark von dem der meisten anderen wissenschaftlichen Fächer. Es ist im Höchstmaß interdisziplinär, neben naturwissenschaftlichen (vor allem ökologischen) gibt es künstlerisch-gestalterische, sozialwissenschaftliche, geisteswissenschaftliche sowie ingenieur- und planungswissenschaftliche Fachinhalte. Das Studium ermöglicht es, vor allem in Behörden und in unabhängigen Planungsbüros oder auch in Naturschutzverbänden im Bereich des Naturschutzes und der Landschaftsplanung zu arbeiten. Weitere Berufsfelder sind Entwicklungshilfe, Freiraumplanung und Umweltbildung.
Landschaftsplanung kann man in Deutschland an einer Reihe von Universitäten (Diplom, Bachelor, Master) und Fachhochschulen studieren. Die Bezeichnungen der Studiengänge sind nicht einheitlich. Neben Landschaftsplanung ist die Bezeichnung Umweltplanung recht häufig; in den englischsprachigen Ländern ist environmental planning üblich. Trotz der unterschiedlichen Bezeichnungen sind die Studieninhalte sehr ähnlich.

## Kritik und Probleme
Die Landschaftsplanung steht, seit ihrer Einführung in den 1970er Jahren, in einem Spannungsfeld zwischen einem umfassenden Anspruch und einer oft als mangelhaft eingeschätzten Umsetzung in der Praxis. Als wichtige Gründe wurden ausgemacht: Die in den früheren Jahren oft sehr positive Einschätzung der Machbarkeit von Plänen und Planungen ist auch in diesem Bereich einer gewissen Ernüchterung gewichen: gestützt auf Ökologie und Systemtheorie konnte gezeigt werden, dass gerade hochkomplexe Planungen nur selten die intendierten Ziele erreichen. Die Umsetzbarkeit von ökologischem Wissen in planbare Handlungen wurde überschätzt, zudem beruhte die Planung oft auf heute überholten theoretischen Ansätzen wie der Vorstellung des ökologischen Gleichgewichts. Die Planung war oft, neben den ökologisch hergeleiteten Leitsätzen, an eher ästhetisch orientierten Leitbildern wie der „traditionellen bäuerlichen Kulturlandschaft“ ausgerichtet; dadurch waren oft die Grundlagen heterogen und die intendierten Ziele in sich widersprüchlich. Die Planungsansätze beruhten, dem vorherrschenden Denkmuster der Zeit entsprechend, oft auf technokratischen, expertenbasierten Ansätzen, partizipative Ansätze unter Beteiligung von Nutzern und Interessengruppen wurden vernachlässigt und erst nach und nach entwickelt. Die Landschaftsplanung konnte oft mit Veränderungen im Umwelt- und Planungsrecht wie etwa der Wasserrahmenrichtlinie oder der veränderten Umweltverträglichkeitsprüfung nicht Schritt halten.
Neuere Ansätze der Landschaftsplanung versuchen die früheren Fehler zu überwinden. Neue ökologische Ansätze wie etwa Minimumareale (der kleinsten überlebensfähigen Population) und das Konzept der Ökosystemdienstleistungen sollen stärker berücksichtigt werden. Zahlreiche Fragen zur Anwendbarkeit sind aber weiterhin ungelöst, mit an erster Stelle, wie die Sicherstellung einer langfristig tragfähigen landwirtschaftlichen Bodennutzung mit den Mitteln der Landschaftsplanung erreicht werden könnte.